# Berkovci, Moravske Toplice
Berkovci (madžarsko Berkeháza) so naselje v Občini Moravske Toplice.

## Zgodovina
Naselje se prvič omenja 26. januarja 1366 kot Korung in dystrictu seu valle Welemer (Korung izvira od slovenske oblike Krog). Nato se pojavi 25. decembra 1499 novo ime naselja; Berkeháza, kar v madžarščini pomeni hiša oz. naselje Berkejev.